# Салтиковська сільська рада
Салтико́вська сільська рада (рос. Салтыковский сельский совет) — сільське поселення у складі Земетчинського району Пензенської області Росії.
Адміністративний центр — село Салтиково.

## Історія
2004 року присілок Сокровка та селище Новий Роботник Салтиковської сільради були передані до складу Юрсовської сільради. 2006 року було ліквідовано присілок Стара Стефія Отормської сільради. 2010 року ліквідована Отормська сільська рада (села Колударово, Оторма, присілок Ольховка, селище Нова Стефія), територія увійшла до складу Салтиковської сільради.

## Населення
Населення — 1073 особи (2019; 1370 в 2010, 1721 у 2002).

## Склад
До складу сільської ради входять:
| Населений пункт      | Населення, осіб (2002) | Населення, осіб (2010) |
| -------------------- | ---------------------- | ---------------------- |
| Заводський, селище   | 4                      | 2                      |
| Колударово, село     | 192                    | 84                     |
| Нова Стефія, селище  | 7                      | 5                      |
| Ольховка, присілок   | 26                     | 8                      |
| Оторма, село         | 516                    | 443                    |
| Салтиково, село      | 925                    | 812                    |
| Сичовка, присілок    | 51                     | 16                     |
| Стара Стефія, селище | 0                      | -                      |